# 新界政務署
新界政務署（英語：New Territories Administration，1974年—1994年）前身是1948年設立的新界民政署，自1974年起，新界民政署由新界政務司負責，統籌香港政府在新界的事務，尤其是各項發展計劃、建立社區服務、土地管理及治安等問題。1982年10月1日，政府行政改組，成立政務總署，即民政事務總署的前身。新界事務方面，改由政務總署的新界政務署接替。1994年，新界政務署和港九政務署因應政務總署改組而一起取消。

## 職責
新界政務署的基本職責，是思考香港政府制訂的新政策，與當地原居民的利益有無衝突。所訂之政策一旦付諸實施時，向新界社會解釋，主要是治理官地，及配合推行香港政府在新界其他部門的工作。

## 歷任新界政務署署長
- 麥法誠（1981年12月9日－1983年6月29日[1]）
- 許舒（1985年－1987年[2]）
- 孫明揚（1987年[3]－1989年）
- 許雄（1989年[2]－1991年）
- 林志釗（1991年[2]－1993年12月）
- 周群娣（1994年1月[2]－1994年11月）
- 王永平（1994年11月[2]－1995年9月）
- 李麗娟（1995年9月[2]－）（最後一任新界政務署長）

## 另見
- 理民府